# Observatoire Griffith
Pour les articles homonymes, voir Griffith.
L'observatoire Griffith est un observatoire astronomique construit en 1935 à Los Angeles dans l'État de Californie aux États-Unis.

## Présentation

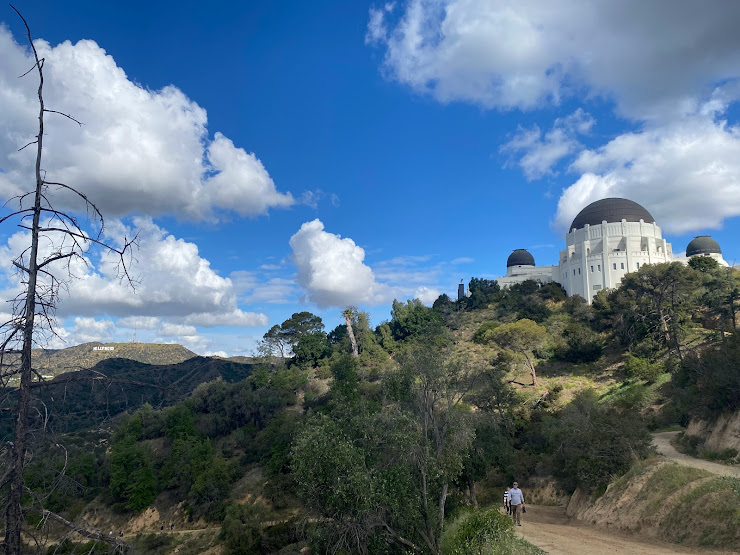
Observatoire Griffith

Situé sur la face sud du Mont Hollywood dans le Griffith Park à 300 mètres d'altitude, c'est un endroit apprécié des touristes et des habitants de la ville pour ses expositions scientifiques, son planétarium et le panorama qu'il donne sur toute la région allant du centre-ville de Los Angeles jusqu'à la baie de Santa Monica et l'océan Pacifique. Le bâtiment, de style art déco et égyptien, a été rénové et a rouvert ses portes le 2 novembre 2006 au terme de quatre ans de travaux. Il a été visité par 70 millions de personnes depuis son ouverture.

## Dans la culture populaire
L'observatoire Griffith apparaît dans plusieurs films et séries, parmi lesquels Le Maître du monde (1954), La Fureur de vivre (1955), Mannix (1967), Terminator (1984), MacGyver (1985), Les Aventures de Rocketeer (1991), Bienvenue à Gattaca (1997), Charlie's Angels : Les Anges se déchaînent ! (2003), Yes Man (2008), BoJack Horseman (2014-2020), Terminator Genisys (2015), La La Land (2017), Lucifer saison 3, épisode 26, Under the Silver Lake (2018), Goliath saison 2, épisode 8 (2018) ainsi que dans plusieurs jeux vidéo, tels que Future Cop L.A.P.D., Mafia II, GTA : San Andreas et GTA V.
Le chanteur et membre des Beatles Ringo Starr y fait une promenade avec Neil Aspinall lors des interviews pour l'Anthology du groupe.
En septembre 2010, le groupe Linkin Park s'est produit sur une scène qui fut construite devant l'observatoire pour les MTV Video Music Awards 2010, la cérémonie avait eu lieu quant à elle au Nokia Theatre.
En octobre 2021, la chanteuse britannique Adele y a donné un concert, diffusé dans une émission d'Oprah Winfrey.

## Galerie

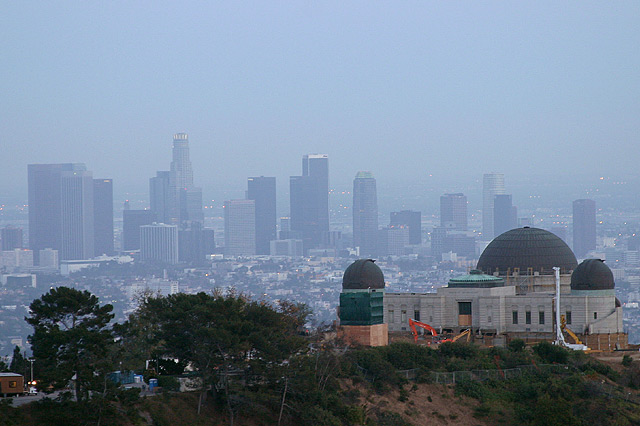
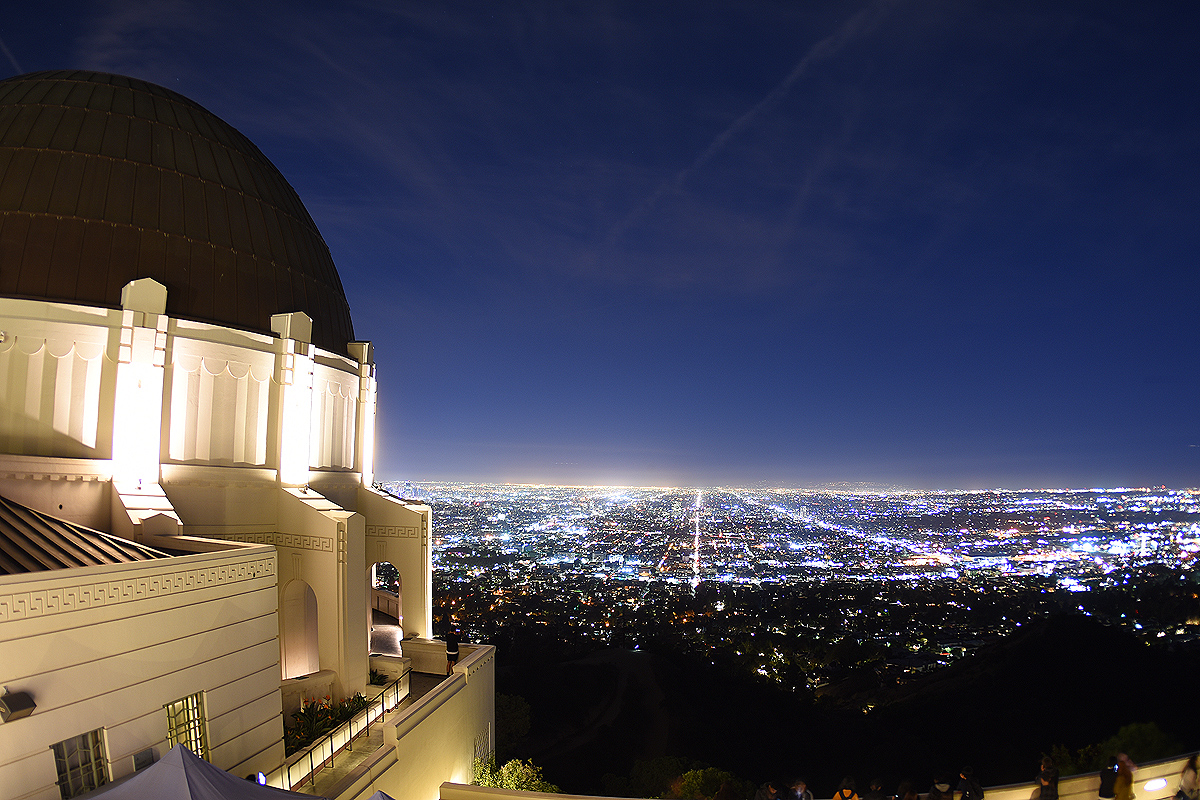
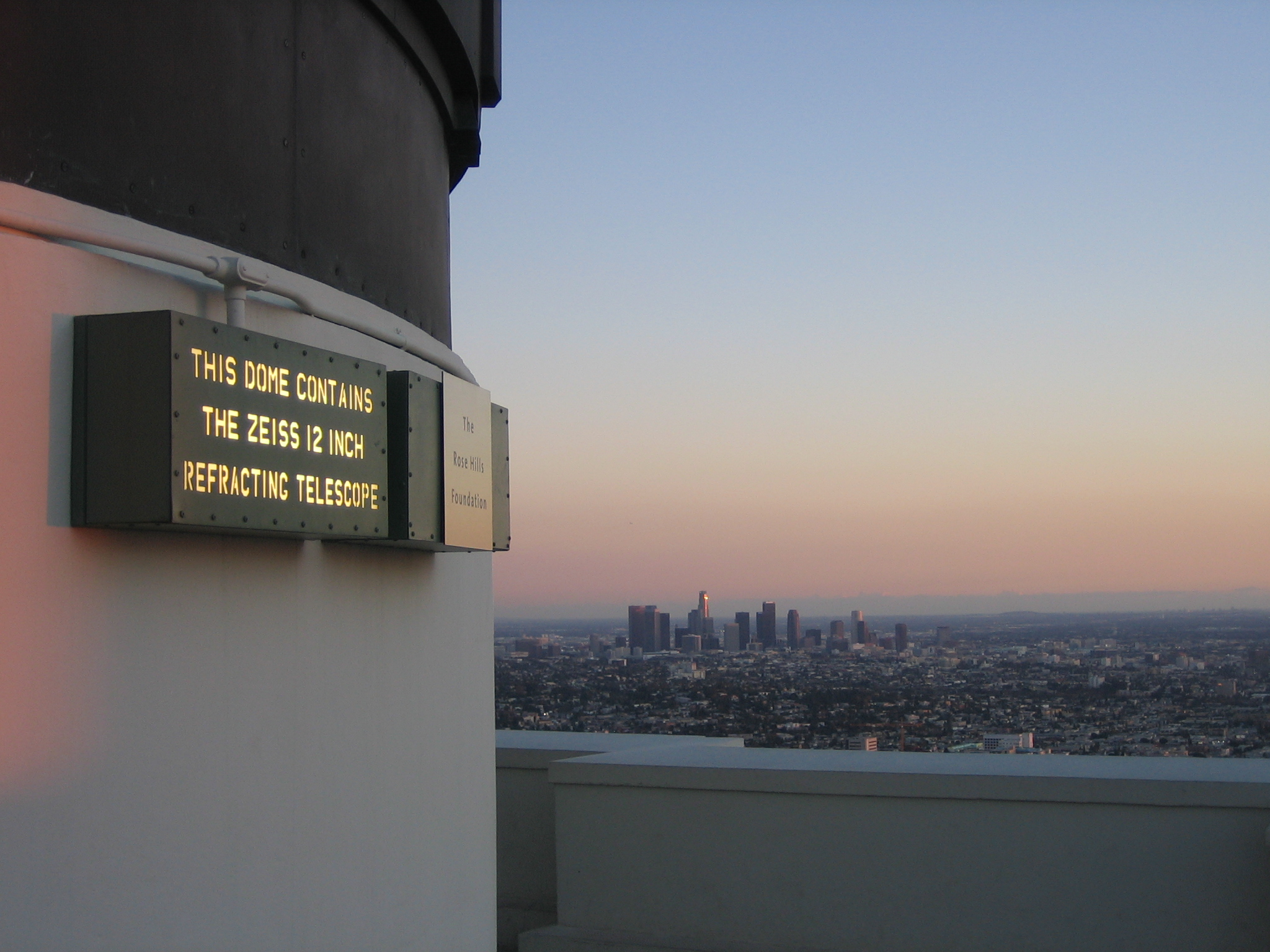
Vue du centre financier de Los Angeles depuis le télescope.
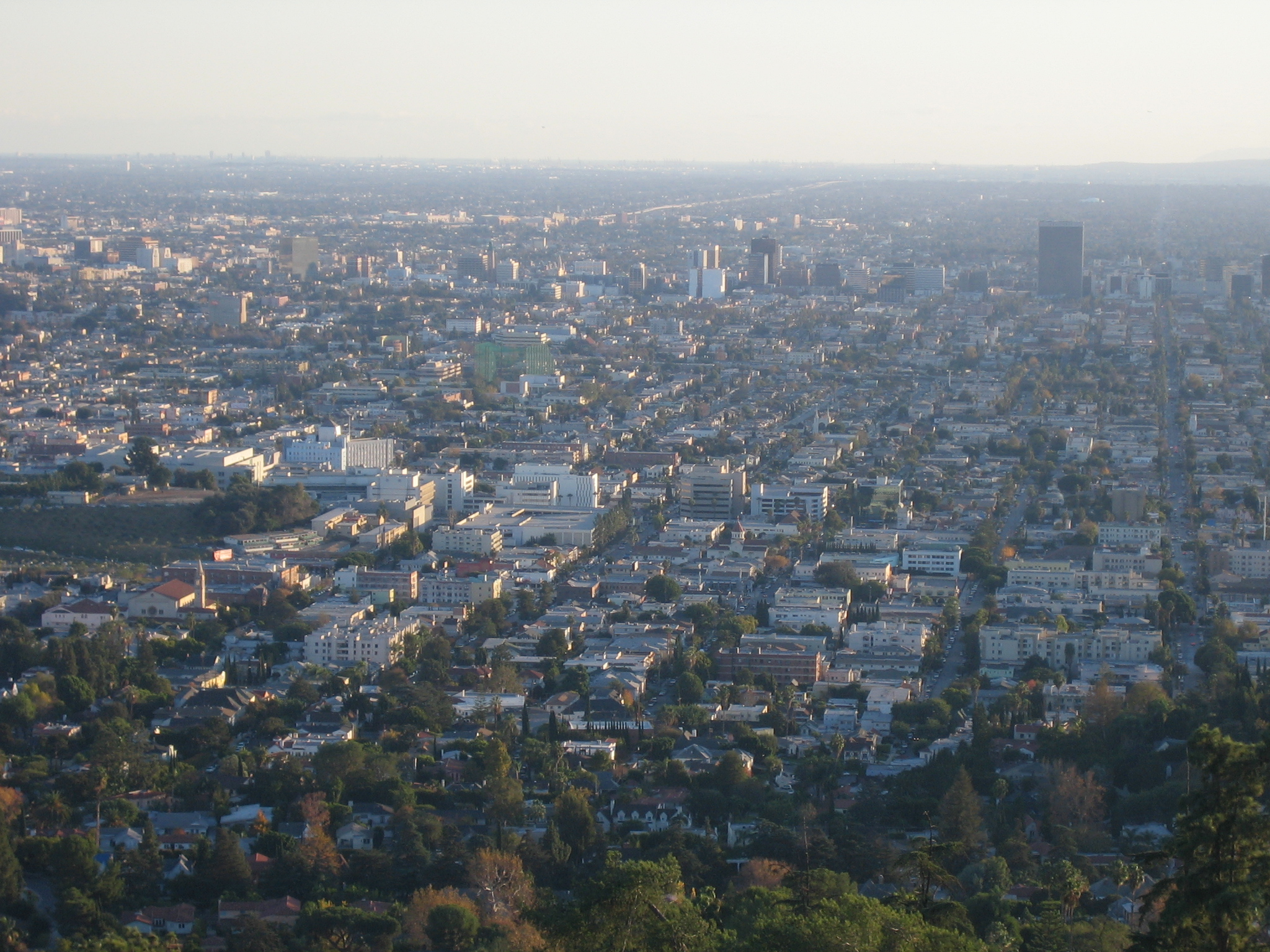
Vue du sud de Los Angeles avec Little Armenia au centre.
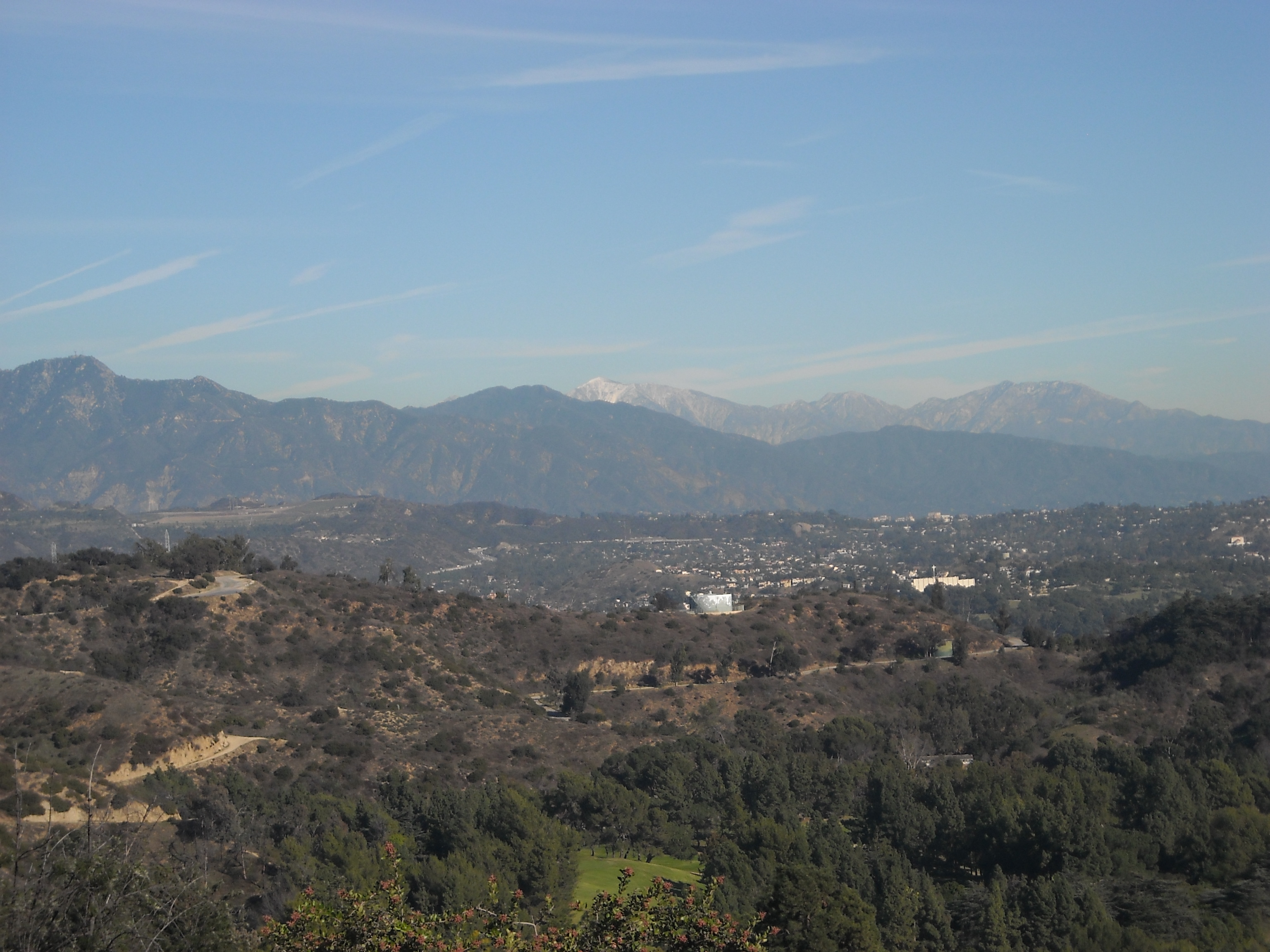
Vue du côté est de l'observatoire Griffith, 2011.
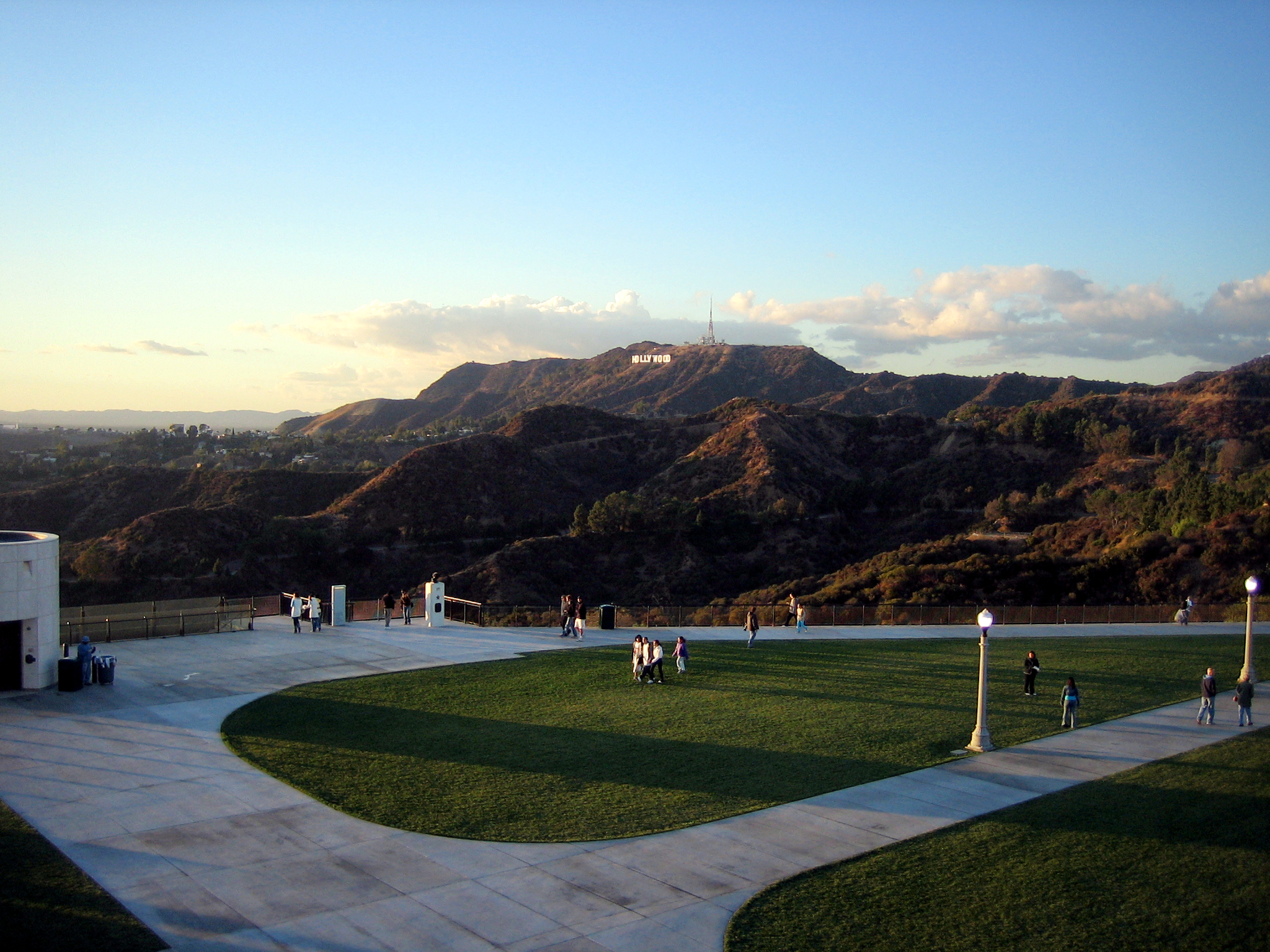
Vue du panneau Hollywood depuis l’observatoire.
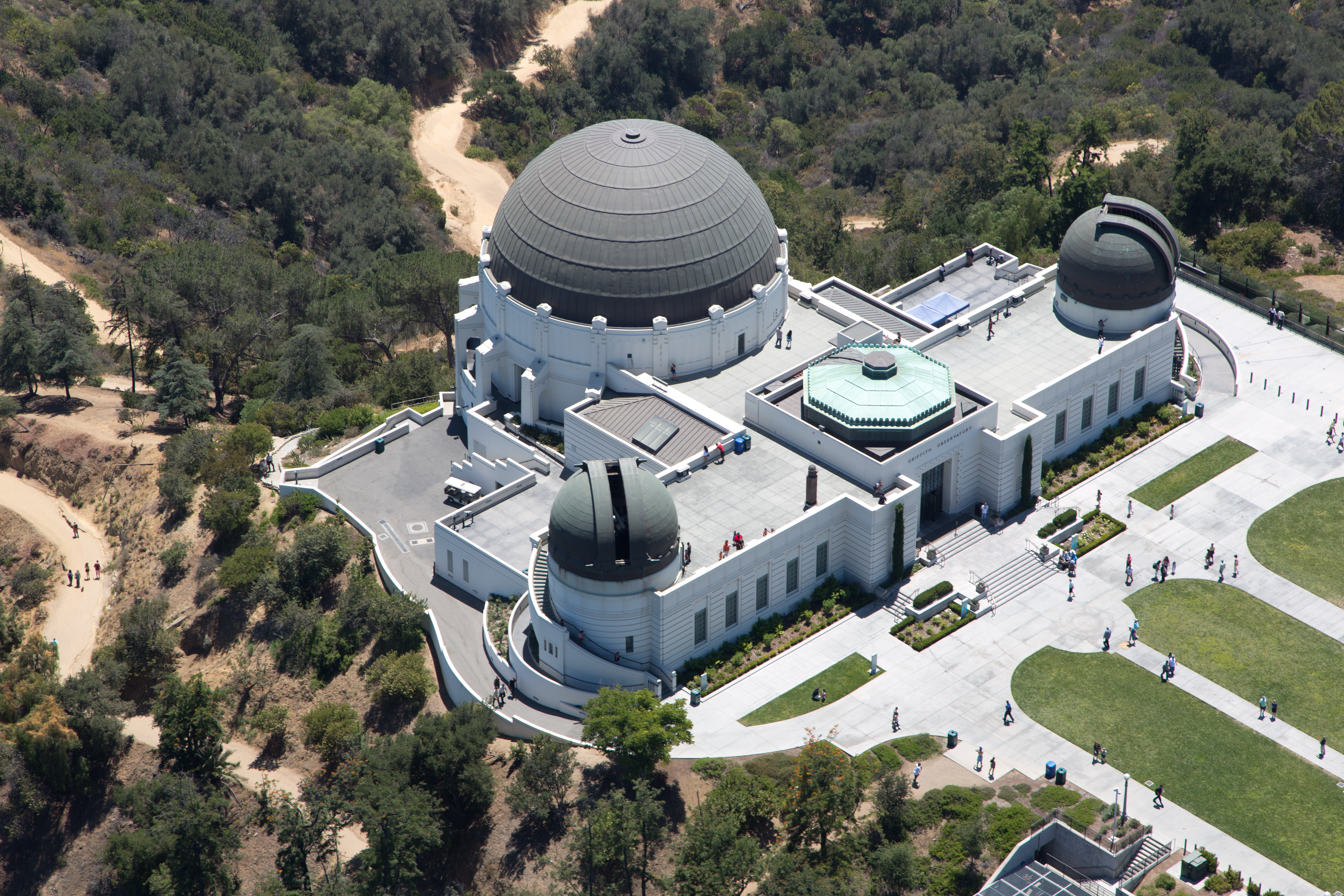
L'observatoire vu depuis le ciel.
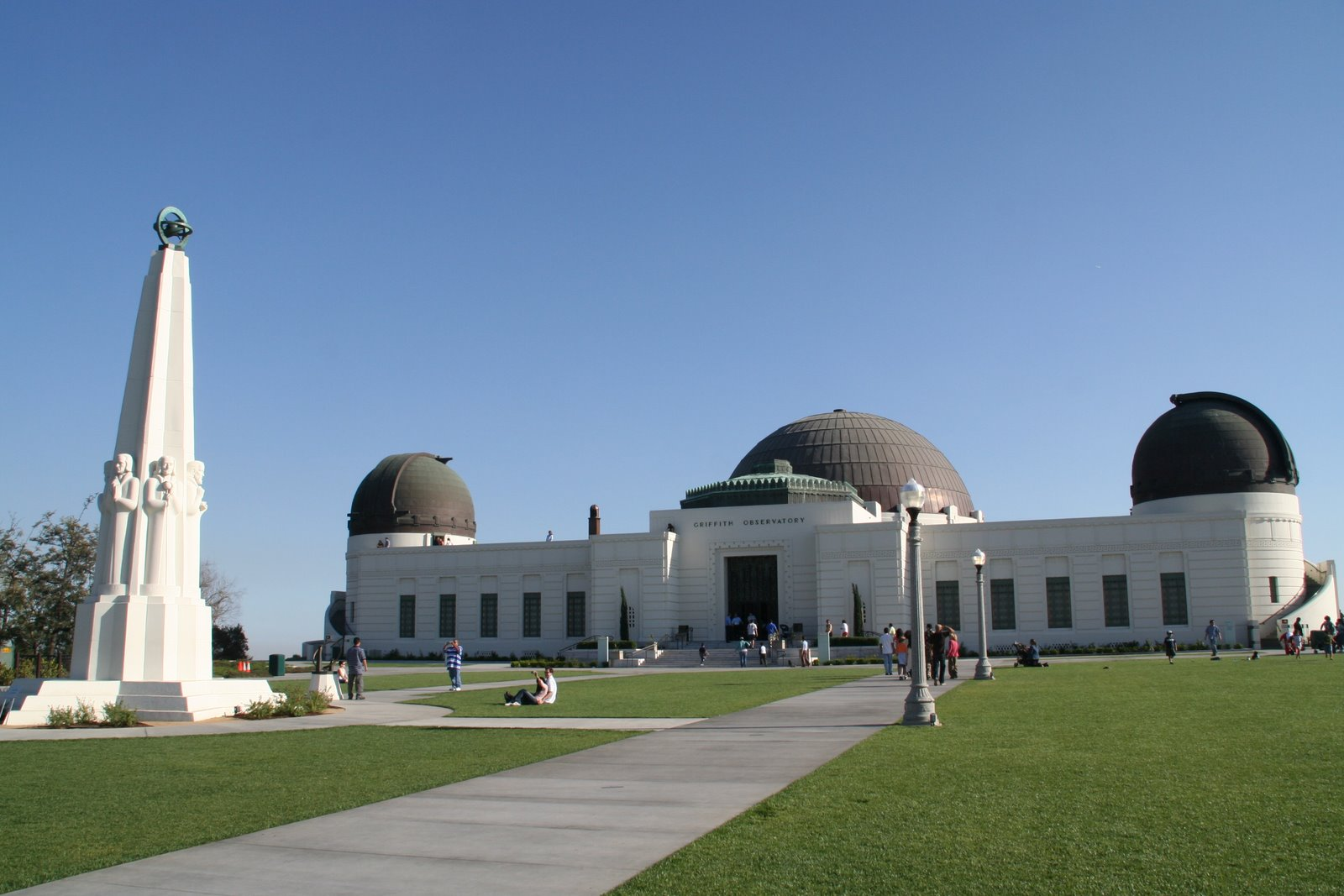
Observatoire Griffith, 2007.
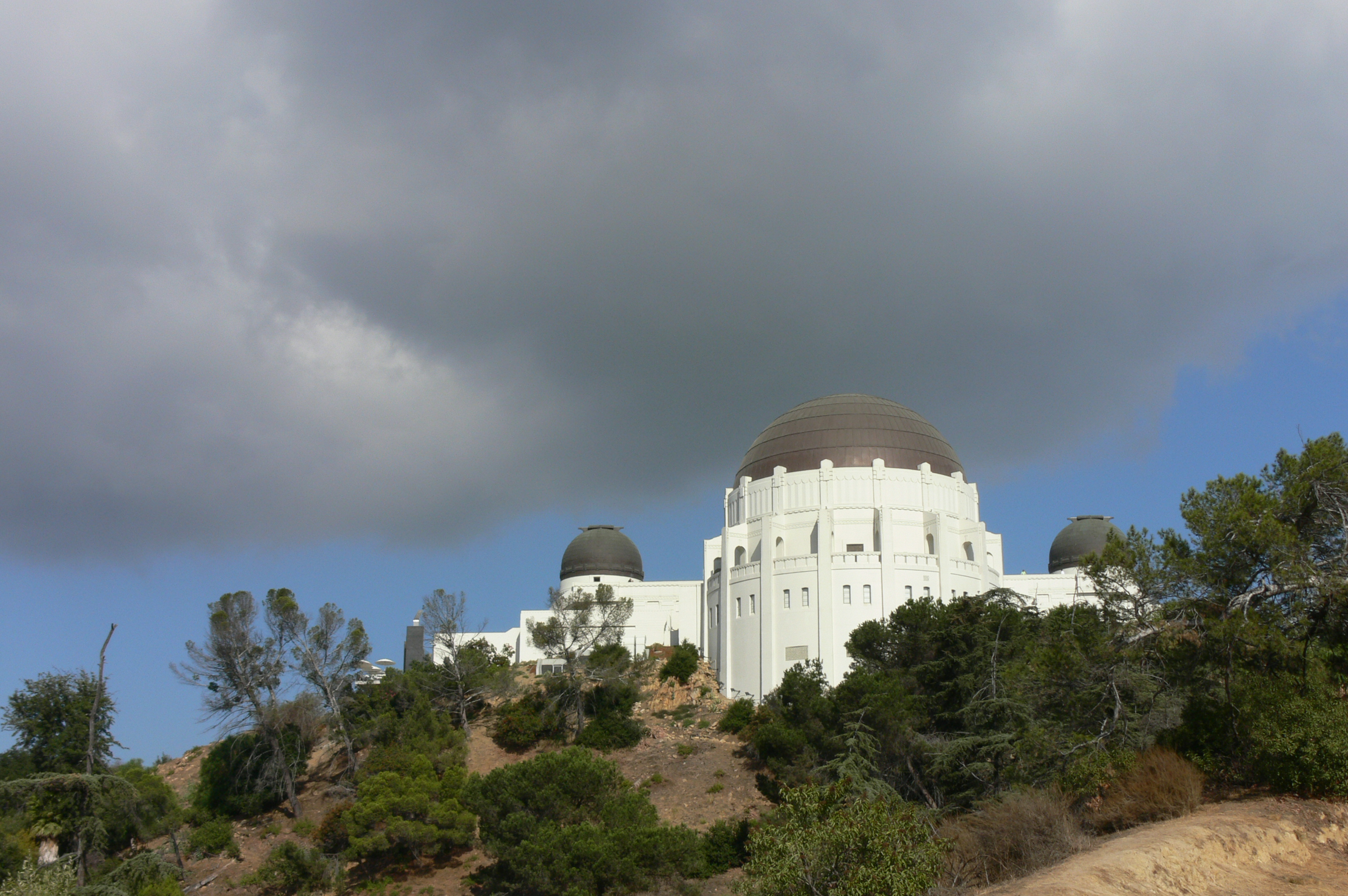
Vue depuis le Griffith Park au sud.
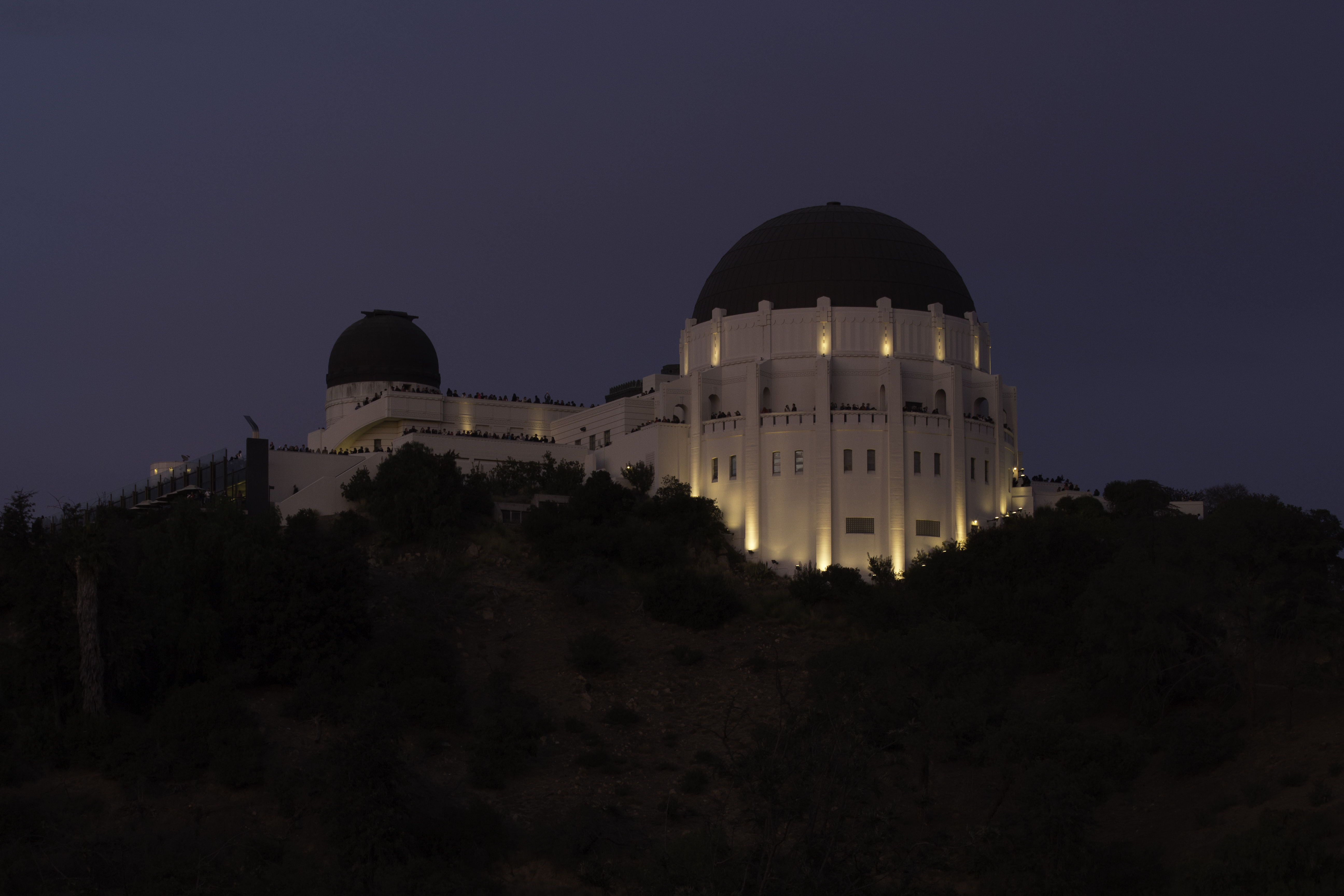
L'observatoire Griffith vu d'en bas et de nuit.
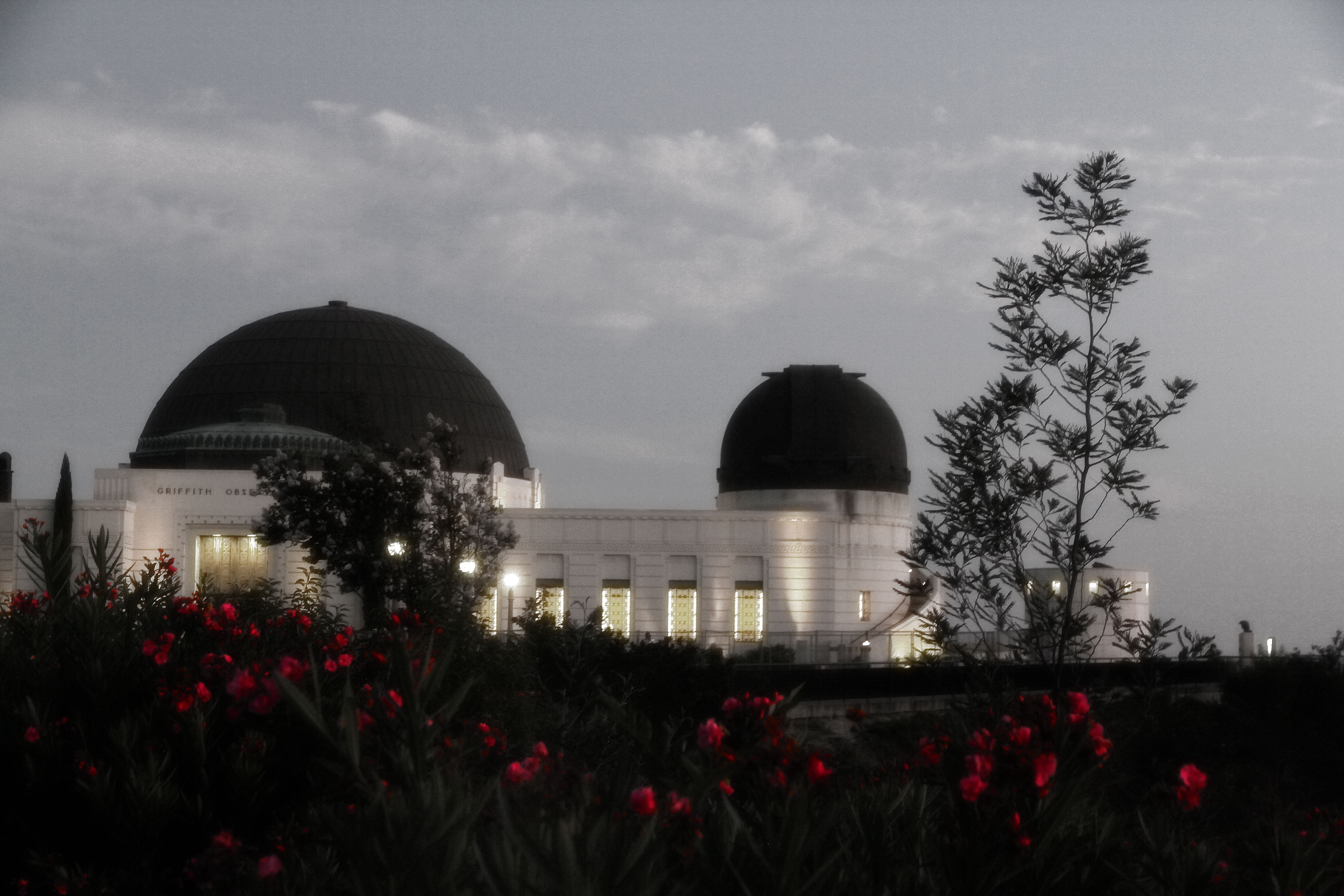
Observatoire Griffith, 2015.
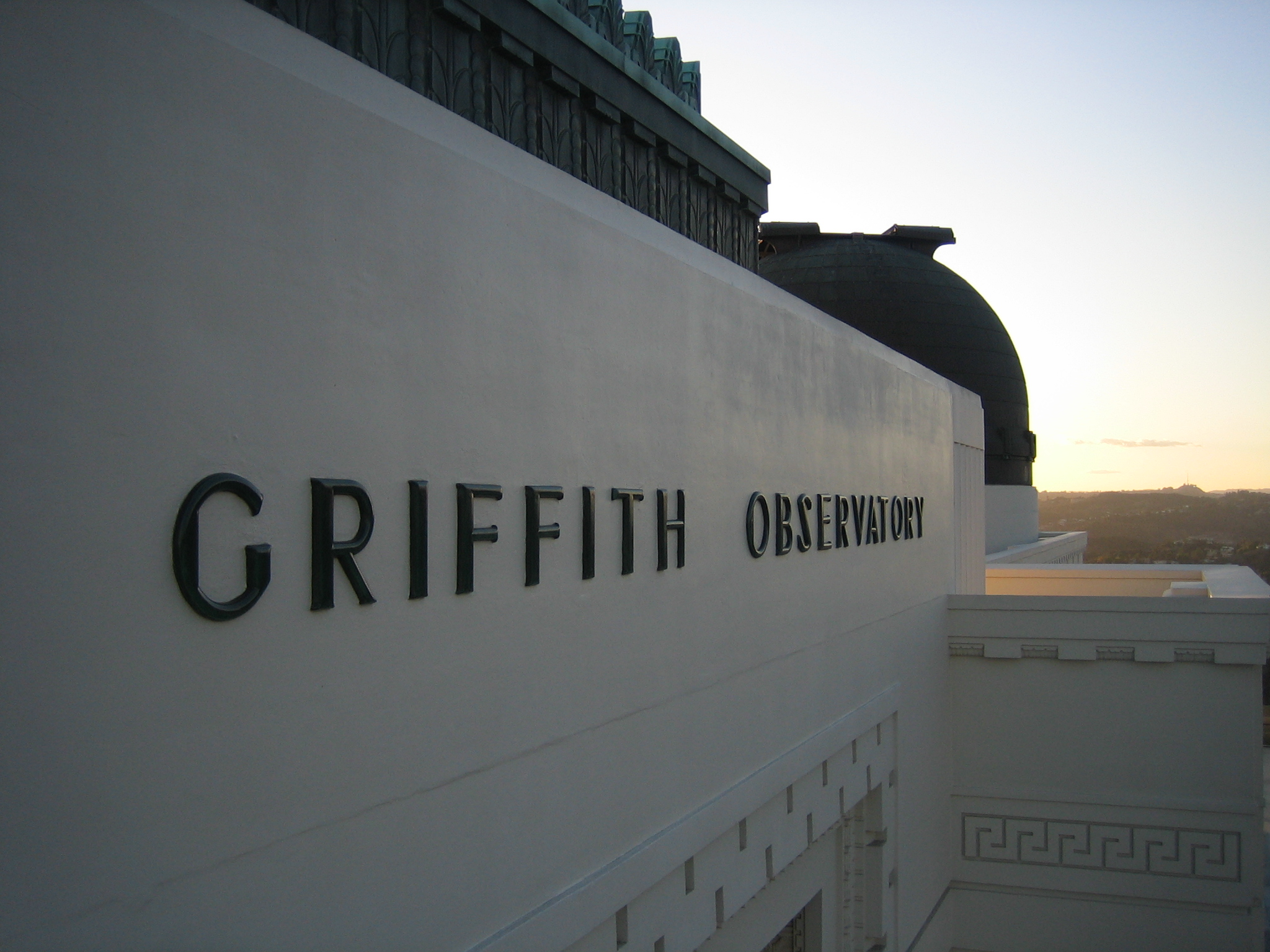
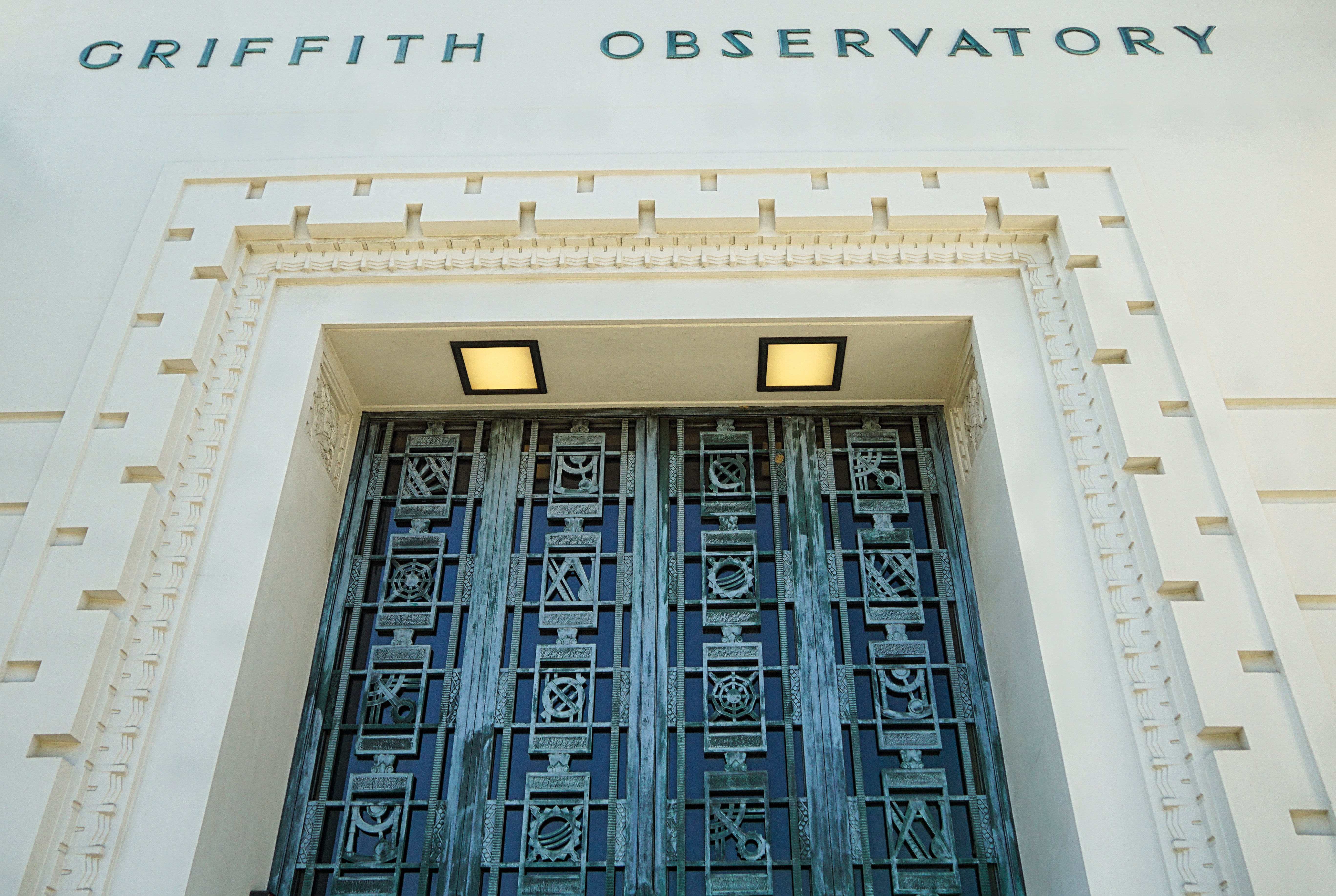
Entrée principale de l'observatoire Griffith.
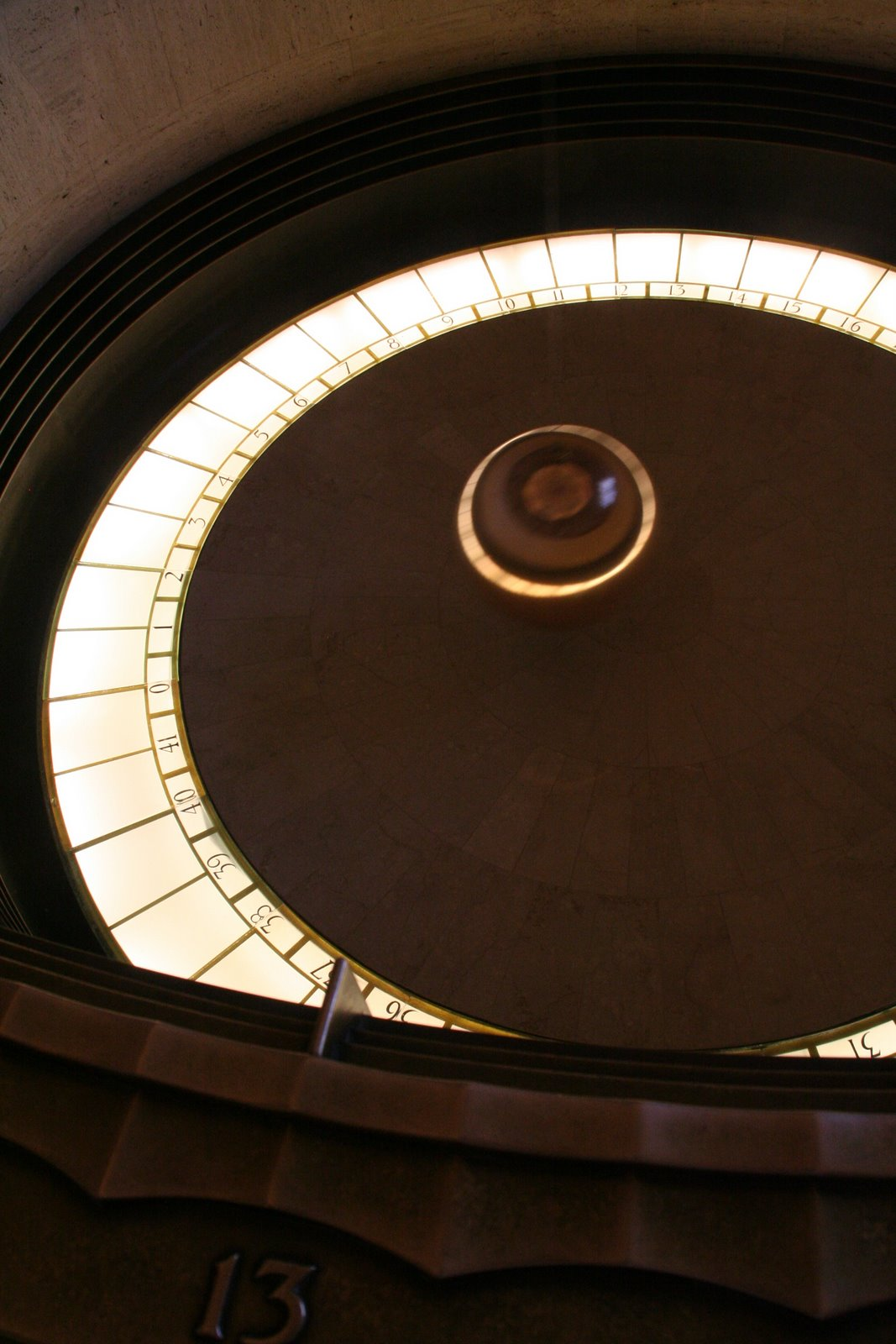
Pendule de Foucault au centre de la rotonde centrale de la W. M. Keck Foundation.